# Maanselkä (ås i Norra Österbotten)
Maanselkä är en ås i Finland.   Den ligger i landskapet Norra Österbotten, i den nordöstra delen av landet, 700 km norr om huvudstaden Helsingfors. Maanselkä ingår i Haapovaarat.
Denna del av vattendelaren Maanselkä ingår i de delar som är bäst kända under det namnet, från Talkkunapää till Möntönvaara. Vattendelaren fortsätter norrut från Talkkunapää, via Saariselkä och vidare västerut genom Finska armen. Möntönvaara ligger strax söder om 64°N, där före detta Kuopio och Uleåborgs län mötte Guvernementet Olonets.